# Plainville (Geórgia)
Plainville é uma cidade localizada no estado americano de Geórgia, no Condado de Gordon.

## Demografia
Segundo o censo americano de 2000, a sua população era de 257 habitantes.
Em 2006, foi estimada uma população de 270, um aumento de 13 (5.1%).

## Geografia
De acordo com o United States Census Bureau tem uma área de 1,5 km², dos quais 1,5 km² cobertos por terra e 0,0 km² cobertos por água. Plainville localiza-se a aproximadamente 199 m acima do nível do mar.

## Localidades na vizinhança
O diagrama seguinte representa as localidades num raio de 24 km ao redor de Plainville.